# Erzsébet Németh
Erzsébet Németh (* 29. September 1957 in Szolnok) ist eine ungarische Badmintonspielerin.

## Karriere
Erzsébet Németh war in Ungarn vier Mal bei den Juniorenmeisterschaften erfolgreich, bevor sie sich 1975 erstmals bei den Erwachsenen durchsetzen konnte. 1976 und 1983 erkämpfte sie sich zwei weitere Titel bei den Einzelmeisterschaften. 1980 und 1982 war sie des Weiteren bei den Mannschaftsmeisterschaften erfolgreich.

## Sportliche Erfolge
| Saison | Veranstaltung                              | Disziplin   | Platz | Name                              |
| ------ | ------------------------------------------ | ----------- | ----- | --------------------------------- |
| 1974   | Ungarn: Einzelmeisterschaften der Junioren | Mixed       | 1     | István Englert / Erzsébet Németh  |
| 1975   | Ungarn: Einzelmeisterschaften der Junioren | Mixed       | 1     | István Englert / Erzsébet Németh  |
| 1975   | Ungarn: Einzelmeisterschaften der Junioren | Dameneinzel | 1     | Erzsébet Németh                   |
| 1975   | Ungarn: Einzelmeisterschaften der Junioren | Damendoppel | 1     | Erzsébet Németh / Ildikó Romhanyi |
| 1975   | Ungarn: Einzelmeisterschaften              | Dameneinzel | 1     | Erzsébet Németh                   |
| 1975   | Ungarn: Einzelmeisterschaften              | Damendoppel | 1     | Erzsébet Németh / Ildikó Szabó    |
| 1976   | Ungarn: Einzelmeisterschaften              | Damendoppel | 1     | Erzsébet Németh / Ildikó Szabó    |
| 1983   | Ungarn: Einzelmeisterschaften              | Dameneinzel | 1     | Erzsébet Németh                   |